# Stechendorf
Stechendorf ist ein Gemeindeteil der Stadt Hollfeld im Landkreis Bayreuth (Oberfranken, Bayern). Die Gemarkung Stechendorf hat eine Fläche von 6,074 km². Sie ist in 779 Flurstücke aufgeteilt, die eine durchschnittliche Flurstücksfläche von 7796,81 m² haben. In ihr liegt neben dem namensgebenden Ort der Gemeindeteil Gottelhof.

## Geografie
Das Dorf Stechendorf befindet sich etwa vier Kilometer südsüdwestlich von Hollfeld und liegt auf einer Höhe von 381 m ü. NHN.

## Geschichte
Durch die zu Beginn des 19. Jahrhunderts im Königreich Bayern durchgeführten Verwaltungsreformen wurde die Ortschaft eine Ruralgemeinde, zu der Gottelhof und Hainbach gehörten. Im Zuge der kommunalen Gebietsreform in Bayern wurde die Gemeinde Stechendorf in die Stadt Hollfeld inkorporiert.

## Verkehr
Die Anbindung an das öffentliche Straßennetz wird hauptsächlich durch zwei Gemeindestraßen hergestellt, die zu der direkt am nordöstlichen Ortsrand von Stechendorf entlang verlaufenden Staatsstraße 2191 führen. Durch den Ort verläuft der Fränkische Marienweg.